# Noite Inteira
"Noite Inteira" é uma canção da cantora brasileira de rock Pitty, com participação de Lazzo Matumbi, lançado como primeiro single do seu quinto álbum de estúdio Matriz, lançado oficialmente em 20 de março de 2019. Em 24 de maio de 2019, lançara o EP, "Noite Inteira: Remixes", com três faixas.

## Precedentes
A canção traz como tema união e revolução. Na letra, composta por Pitty, Martin Mendonça e Gui Almeida, é possível ver algumas críticas políticas e, principalmente, à discriminação e opressão. "Não peço que concorde / Não impeça que eu fale/ Entendo que discorde / Não espere que eu me cale. Respeite a existência ou espere resistência", advertiu a cantora nos versos finais. A canção foi feita em parceria com Lazzo Matumbi, cantor baiano, que misturou a salsa ao rock. "Lazzo é uma voz de resistência do movimento negro e que me remete a isso desde pequena. Mesmo que a gente tenha caminhos musicais diferentes, nos encontramos no campo das ideias, foi uma honra para mim", comentou a cantora.

## Videoclipe
Lançado no dia 20 de março de 2019, com direção de Carlos Pedreañez, o artista escolheu brincar com animações e cenas feitas a partir de fotos. Animadas e texturizadas, dão um efeito 3D e movimento ao vídeo. Nos desenhos, é possível ver a influência de diversos movimentos artísticos, como a pop-art, o futurismo e o modernismo, além de elementos que lembram a cantora.

## Lista de faixas
Download digital
- Noite Inteira — 5:15

Remixes
1. Noite Inteira (Brado Remix) — 2:55
2. Noite Inteira (Deeplick Remix) — 3:42
3. Noite Inteira (Badsista Remix) — 4:39

## Créditos
- Pitty  - Voz
- Lazzo Matumbi  - Voz
- Martin  - Guitarra
- Gui Almeida  - Baixo
- Paulo Kishimoto  - Piano, Synth e Percussão
- Duda Machado  - Bateria
- Nancy Viegas  - Backing Vocal
- Produzido por Rafael Ramos
- Gravado nos Estúdios Madeira, Vista e Casa das Máquinas
- Engenheiros de Gravação: Jorge Guerreiro e Tadeu Mascarenhas
- Mixado por Vitor Farias e Rafael Ramos no Estúdio Tambor
- Masterizado por Chris Gehringer no Sterling Sound

#### Ficha técnica (videoclipe)
- Direção - Carlos Pedreañez
- Edição - Carlos Pedreañez, Audiovisualismo
- Animações - Carlos Pedreañez, Audiovisualismo
- Ilustrações - Paulo Pires